# Vielitzsee
Vielitzsee är en kommun och ort i Landkreis Ostprignitz-Ruppin i förbundslandet Brandenburg i Tyskland. 
Kommunen ingår i kommunalförbundet Amt Lindow (Mark) tillsammans med kommunerna Herzberg (Mark), Lindow (Mark) och Rüthnick. Kommunen bildades den 31 december 2001 genom en sammanslagning av de tidigare kommunerna Vielitz och Seebeck-Strubensee.